# Ginga
Ginga (jap. ぎんが, tłum. galaktyka, formalnie Astro-C) – japoński orbitalny teleskop kosmiczny prowadzący obserwacje z wykorzystaniem promieni X pochodzących od gwiazd i galaktyk. Wystrzelona w 1987 rakietą M-3S2-3 Ginga stała się trzecim japońskim teleskopem rentgenowskim (zaraz po teleskopach Hakucho (1979) i Tenma (1983)). Teleskop zakończył pracę 1 listopada 1991, kiedy to rozpoczął destrukcyjne wejście w atmosferę Ziemi. Misję satelity kontynuowały teleskopy ASCA (Astro-D) (1993) i Suzaku (Astro-E2) (2005).

## Instrumenty naukowe
- Large Area Proportional Counter (LAC 1,5-37 keV)
- All-Sky Monitor (ASM 1-20 keV)
- Gamma-ray Burst Detector (GBD 1,5-500 keV)